# هانا ديفيس
هانا ديفيس (بالإنجليزية: Hannah Davis)‏ هي راكبة الكنو أسترالية، ولدت في 11 أغسطس 1985 في أديلايد في أستراليا.

## وصلات خارجية
- هانا ديفيس على موقع اللجنة الأولمبية الدولية (الإنجليزية)
- هانا ديفيس على موقع أوليمبيديا (الإنجليزية)
- هانا ديفيس على موقع اللجنة الأولمبية الأسترالية (الإنجليزية)